# Nowra
Nowra is een stad in de regio South Coast van New South Wales, Australië. Het is de hoofdplaats van de gemeente Shoalhaven.
Nowra ligt aan de Shoalhaven River en vormt een dubbelstad met Bomaderry dat aan de andere zijde van de rivier ligt. De stad heeft circa 36.000 inwoners (2015). Net buiten Nowra ligt de marine luchtmachtbasis HMAS Albatross.